# 무사시노 히가시 학원
학교법인 무사시노 히가시 학원(일본어: 学校法人武蔵野東学園)은 1964년 설립된 도쿄도 무사시노시에 있는 학교법인이다. 일반 아동 이외에도, 자폐성 장애를 가진 학생, 아동, 원아를 적극적으로 받아들이고 있다.

## 개요
- 설립：1964년（쇼와 39년）11월
- 설립자：키타하라 키요(北原キヨ)
- 대표자：(寺田欣司, 학원 이사장)
- 소재지：토쿄도 무사시노시 미도리정 2-1-10

## 소속 학교 및 시설
- 무사시노 히가시 제1유치원 (세키마에정 3-29-8)
- 무사시노 히가시 제2유치원 (세키마에정 3-37-10)
- 무사시노 히가시 소학교 (미도리정2-1-10)
- 무사시노 히가시 중학교 (코가네이시 미도리정 2-6-4)
- 무사시노 히가시 고등전문학교 (니시쿠보정 3-25-3)
- 키타하라 기념관 (미도리정 2-1-10)
  - 무사시노 히가시 교육센터 (3층)

이전에는 무사시노 히가시 제3유치원도 운영됐으나, 1986년에 폐원되었다.

## 연혁
- 1964년 11월 11일 : 창립
- 1965년 4월 1일 : 학교법인 무사시노 히가시 유치원(현 제1유치원) 개원
- 1976년 11월 27일 : 학교법인 무사시노 히가시 학원으로 개칭
- 1977년 4월 1일 : 무사시노 히가시 소학교 개교
- 1983년 4월 1일 : 무사시노 히가시 중학교 개교
- 1984년 : 국제학급 설치
- 1986년 5월 22일 : 무사시노 히가시 고등전문학교 개교
- 1987년 9월 : 보스턴 히가시 스쿨 개교

## 자매학교
- 보스턴 히가시 스쿨( 미국 메사추세츠 주)

## 관련 사건
- 2009년 11월 27일 오후 3시경, 무사시노히가시 소학교 교사 3층의 교실 창에서 4학년에 재학중이던 남학생이 잘못해 떨어지는 사고가 발생했다. 다만 마침 초등학교 앞을 지나가던 여성이 학생을 양 손으로 받아내, 오른쪽 무릎 타박상에 그쳤다. 또한 해당 여성은 부상을 입지 않았다. [2][3]